# Vườn quốc gia Núi Gede Pangrango
Vườn quốc gia Núi Gede Pangrango là một vườn quốc gia nằm ở Tây Java, Indonesia. Vườn quốc gia tập trung quanh hai ngọn núi lửa là Núi Gede và Pangrango có tổng diện tích 150 km².
Nó phát triển từ các khu vực bảo tồn đã có, như Vườn thực vật Cibodas, Khu bảo tồn thiên nhiên Cimungkat, Công viên giải trí Situgunung và Khu bảo tồn thiên nhiên núi Gede Pangrango, và là nơi nghiên cứu sinh học và bảo tồn quan trọng trong thế kỷ qua. Năm 1977, UNESCO tuyên bố đây là một phần của Mạng dự trữ sinh quyển thế giới.

## Địa hình và sinh thái
Núi Gede (2.958 m) và Pangrango (3.019 m) là hai núi lửa sinh đôi. Hai đỉnh được kết nối bởi một yên cao được gọi là Kandang Badak (2.400 m). Các sườn núi rất dốc và được cắt thành dòng chảy nhanh, tạo nên những thung lũng sâu và những rặng núi dài. Ở phía bắc của núi Gede là một cánh đồng của Java Edelweiss ((Anaphalis javanica)). Vườn quốc gia chứa một số lượng lớn các loài chỉ sống trong phạm vi ranh giới của nó, tuy nhiên, đây có thể là kết quả của số lượng nghiên cứu không cân xứng trong nhiều năm.

## Động thực vật
Gunung Gede-Pangrango là nơi sinh sống của 251 trong số 450 loài chim được tìm thấy ở Java. Trong số này có các loài quý hiếm như diều java và Otus angelinae.
Trong số các loài động vật có vú có nguy cơ tuyệt chủng trong vườn quốc gia, có một số loài linh trưởng như vượn bạc, Javan surili và Javan lutung. Các động vật có vú khác bao gồm báo Java, mèo báo, Muntiacini Ấn Độ, hươu chuột Java, Sumatran dhole, nhím Malaya, lửng hôi thối Sunda, Chồn họng vàng và chuột Bartels.

## Du lịch
Du khách thường vào vườn quốc gia bằng một trong bốn cổng của vườn quốc gia: cổng Cibodas, Gunung Putri và Selabintana, tất cả đều có quyền truy cập vào các đỉnh núi; cổng Gunung là lối vào khu vực hồ dành riêng cho giải trí kiểu gia đình. Cổng Cibodas là cổng vào phổ biến nhất và là nơi đặt trụ sở của vườn quốc gia. Từ Jakarta, đến khu vực này là hai giờ lái xe, thường là qua Vườn Bách thảo Cibodas.